# Двадесетогодишња анархија
Двадесетогодишња анархија је историографски термин који користе модерни историчари за период акутне унутрашње нестабилности у Византији обележен брзом сменом неколико царева на престолу од збацивања Јустинијана II 695. године до доласка Лава III Исавријанца на престо 717. године, чиме је почео период владавине Исавријске династије.

## Јустинијан II и узурпатори, 685–711
Јустинијан II (685–711) је спровођењем све суровије политике и деспотизма довео до низа сукоба и побуна. Након сукоба са аристократијом, избила је побуна у 695. години коју је предводио Леонтије (695–698). Он је збацио Јустинијана II и протерао га, чиме је започео период нестабилности и анархије, са седам царева током периода од 22 године.
Леонтије је такође био веома непопуларан и у 698. години је свргнут од стране Тиберија III (698–705). Тиберије III је успео да ојача источну границу и појача одбрану Цариграда, али у међувремену је Јустинијан II сковао заверу и након што је склопио савез са Бугарима успео да заузме Цариград и погубио је Тиберија III и Леонтија.
Јустинијан II је владао наредних шест година, од 705. до 711. године. Његову другу владавину су обележила истребљења оних који су довели до његовог свргнућа и сакаћења. Ефективно је укинуо историјску улогу Конзула, спајајући га са царем, ојачавши тако царев уставни положај као апсолутног монарха. Изгубио је земље које је Тиберије III вратио на истоку, и дошао је у сукоб са Папом. Међутим, убрзо се суочио са побуном коју је предводио Филипик (711–713). Јустинијан II је био заробљен и погубљен, као и његов син и савладар Тиберије (706–711), чиме је угашена Ираклијева династија.

## Филипик, 711–713
Филипикова побуна проширила се са политике на религију, смењен је патријарх Кир, поново је успостављен монотелитизам и одбачене су одлуке Шестог васељенског сабора, што је довело до удаљавања царства од Рима. Бугарски војници стигли су до зидина Цариграда, а премештање трупа ради одбране главног града омогућило је Арапима упаде на исток. Његова владавина изненада је завршила војном побуном која га је свргнула и за цара поставила Анастасија II (713–715).

## Анастасије II, 713–715
Анастасије II је преокренуо верску политику свог претходника и реаговао на арапске нападе морем и копном, који су досезали чак до Галатије у 714. години, са малим успехом. Међутим, сама војска која га је поставила на престо (Опсикијска војска) устала је против њега, прогласила новог цара и шест месеци опкољавала Цариград, на крају присиливши Анастасија да абдицира.

## Теодосије III, 715–717
Трупе су прогласиле Теодосија III (715–717) за новог цара, а након седања на престо, био је готово одмах суочен с арапским припремама за другу опсаду Цариграда (717–718), што га је присилило да тражи помоћ од Бугари. Такође се суочио са побуном још две теме, Анатолике и Арменијаке у 717. години. На крају био је приморан да абдицира, а наследио га је Лав III (717–741) чиме је окончан период насиља и нестабилности.
Изненађујуће је што је Византија успела да опстане, имајући у виду своје унутрашње проблеме, брзину којом се Сасанидско царство урушило под арапском претњом и чињеницу да је истовремено била угрожена на два фронта. Међутим, снага војне организације у царству и фракцијске борбе унутар арапског света су јој то омогућиле.